# Амітхаша
Амітхаша́ (рос. Амитхаша) — село у складі Агінського району Забайкальського краю, Росія. Адміністративний центр Амітхашинського сільського поселення.
Стара назва — Агінський Дацан.

## Населення
Населення — 2661 особа (2010; 1711 у 2002).
Національний склад (станом на 2002 рік):
- буряти — 76 %